# لوئی، کنت اورو
لوئی اورو (۳ مه ۱۲۷۶ – ۱۹ مه ۱۳۱۹، پاریس) شاهزاده فرانسوی و تنها پسر فیلیپ سوم، پادشاه فرانسه از همسر دومش ماریا برابانت  و بنابراین برادر ناتنی فیلیپ چهارم، پادشاه فرانسه بود.
لوئی شخصیتی آرام و متفکر داشت و از نظر سیاسی با مکر برادر ناتنی خود شارل، کنت والوآ مخالف بود. با این حال، او با برادرزاده‌اش فیلیپ پنجم، پادشاه فرانسه صمیمی بود.

## ازدواج و فرزندان
او با مارگارت آرتوا،  دختر فیلیپ آرتویی و خواهر رابرت سوم آرتوآسی ازدواج کرد و چند فرزند داشت:
- ماری، دوشس برابانت (۱۳۰۳–۳۱ اکتبر ۱۳۳۵)، در سال ۱۳۱۱ با ژان سوم، دوک برابانت ازدواج کرد.[۳]
- شارل، کنت اتامپس (متوفی ۱۳۳۶)،[۴] با ماریا د لا سردا، بانوی لونل، دختر فرناندو د لا سردا ازدواج کرد.
- فیلیپ سوم، پادشاه ناوار (۱۳۰۶–۱۳۴۳)، با ژوان دوم ناوار ازدواج کرد.[۵]
- مارگارت، کنتس اوورن، (۱۳۰۷–۱۳۵۰)، در ۱۳۲۵ با ویلیام دوازدهم اوورنی ازدواج کرد.[۳]
- ژوآن، ملکه فرانسه (۱۳۱۰–۱۳۷۰)، با شارل چهارم پادشاه فرانسه ازدواج کرد.[۵]